# Festuca dmitrievae
Festuca dmitrievae är en gräsart som beskrevs av Andrej Pavlovich Khokhrjakov. Festuca dmitrievae ingår i släktet svinglar, och familjen gräs. Inga underarter finns listade i Catalogue of Life.